# Mavro

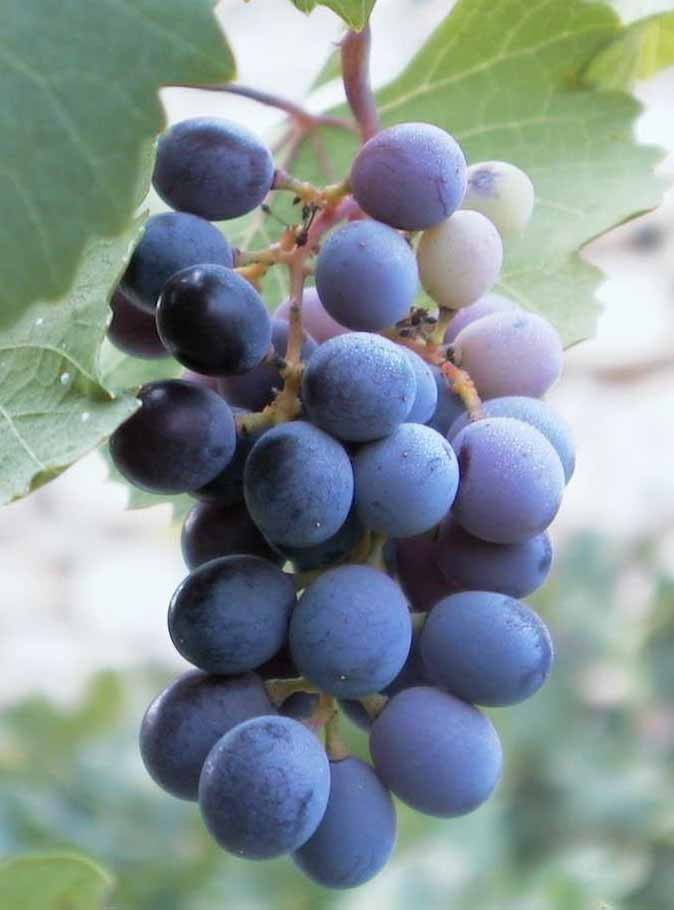
Racimo de mavro.

La mavro (μαύρο, que significa "negro") es una uva tinta cultivada en la isla de Chipre.
La uva toma su nombre de su color oscuro. El conde Guiuseppe di Rovasenda, ampelógrafo italiano, se refirió a ella en 1877 como cipro nero.
Ser una variedad antigua y adaptarse al clima cálido chipriota la han convertido en la vid dominante de la isla.
Abarca el 70% de las vides cultivadas. Es de destacar que la mavro continúa creciendo igual desde tiempos antiguos, a diferencia de la mayoría de las variedades del continente europeo, que fueron replantadas con injertos de Norteamérica. Esto es una consecuencia de que Chipre no se vio afectada por la filoxera que devastó la mayoría de los viñedos europeos en el siglo XIX.
El mavrud es un vino búlgaro con un nombre similar hecho de uvas mavrud. La elaboración reciente de los genotipos ha demostrado que estas dos variedades (mavro y mavrud) no están relacionadas.
Las uvas mavro son usadas en la producción de varios vinos locales, sobre todo tintos. 
A veces la mavro es mezclada con la zynisteri para la producción de commandaria, un vino de postre chipriota muy conocido. También se usa para la producción de un licor llamado zivania. La cosecha normalmente tiene lugar en septiembre.